# Risky
Risky é o quarto álbum da banda japonesa de hard rock B'z, lançado em 7 de novembro de 1990 pela BMG Japan. Vendeu 1.695.900 cópias no total, chegando à 1ª colocação da Oricon Albums Chart. Foi o primeiro álbum do B'z a passar a marca de 1 milhão de discos vendidos e o primeiro a chegar ao topo da parada, posição essa que seria mantida por todos os álbuns de estúdio posteriores.

## Faixas
Todas as letras escritas por Koshi Inaba, todas as músicas compostas por Tak Matsumoto.
| N.º            | Título                                                                                | Duração |  |
| 1.             | "Risky"                                                                               | 1:24    |  |
| 2.             | "Gimme Your Love - Fukutsu no Love Driver -" (Gimme Your Love - 不屈の Love Driver -) | 4:24    |  |
| 3.             | "Hot Fashion -Ryukoukata-" (Hot Fashion -流行過多-)                                   | 4:10    |  |
| 4.             | "Easy Come, Easy Go! -Risky Style-"                                                   | 4:40    |  |
| 5.             | "Itoshii Hitoyo Good Night..." (愛しい人よGood Night...)                              | 6:14    |  |
| 6.             | "Holy Night ni Kuchizuke wo" (Holy Night にくちづけを)                                | 5:02    |  |
| 7.             | "Vampire Woman"                                                                       | 4:59    |  |
| 8.             | "Tashikana Mono Wa Yami No Naka" (確かなものは闇の中)                                 | 4:19    |  |
| 9.             | "Friday Midnight Blue"                                                                | 4:24    |  |
| 10.            | "It's Raining..."                                                                     | 4:58    |  |
| Duração total: | Duração total:                                                                        | 47:37   |  |

## Ficha técnica
- Koshi Inaba - vocais
- Tak Matsumoto - guitarra